# Laurence Ferrari
Laurence Ferrari (Aix-les-Bains, 5 luglio 1966) è una giornalista e conduttrice televisiva francese.

## Biografia
Nata ad Aix-Les-Bains da genitori originari di Scandiano. Il padre Gratien (1935-2015), figlio degli immigrati Renzo Ferrari e Bruna Rabboni, era dirigente scolastico e politico, nonché ex-vicesindaco per l'UDF di Aix-les-Bains, mentre la madre, Bernadette Simonato, morì sucida nel 1989, gettandosi sotto un treno. Laurence Ferrari esordisce come giornalista presso la redazione della stazione radiofonica Europe 1 nel 1990, dove si occupa di salute e benessere. Collabora successivamente con Le Point e con la rete televisiva LCI.
Conduttrice del telegiornale Le 20H di TF1, dal 25 agosto 2008 al 31 maggio 2012, Ferrari ha condotto anche programmi politici e sociali, come Dimanche+ (2006-2008) su Canal+, Le Grand 8 (2012-2016) e Punchline su D8 2013, o Tirs Croisés (2013-2016) su I-Télé. Da gennaio 2018 conduce i programmi politici Punchline su CNews e Le Grand rendez-vous, in collaborazione con Europe 1. A partire dal settembre 2021, presenta dal lunedì al giovedì una tranche d’informazione comune a CNews e Europe 1, Punchline dalle 18 alle 19. Da settembre 2022 a settembre 2024, è caporedattrice politica di Paris Match. Presiede oggi i due marchi del Gruppo Lagardère nella carta stampata, il settimanale Le Journal du dimanche e la rivista Le JDNews.

## Vita privata
Il 9 ottobre 1993, Ferrari ha sposato il giornalista Thomas Hugues. Da questa unione nacquero due figli, Baptiste e Laëtitia. La coppia ha divorziato nel 2007. Ha sposato il musicista Renaud Capuçon il 3 luglio 2009 nel municipio del 16° arrondissement di Parigi. Hanno avuto un figlio, Elliott, l'8 novembre 2010.

## Filmografia
- Technophobe, regia di Cyprien Iov (2015) - cameo
- Baron noir - serie TV (2020) - cameo